# Nemanja Dangubić
Nemanja Dangubić (en serbio: Немања Дангубић, nacido el 13 de abril de 1993 en Pančevo, República Federal de Yugoslavia) es un jugador de baloncesto serbio que actualmente pertenece a la plantilla del BC Dubai de la ABA Liga. Fue seleccionado por los Philadelphia 76ers en la quincuagésima cuarta posición del Draft de la NBA de 2014.

## Trayectoria deportiva

### Profesional
Dangubić jugó una temporada con los Hemofarm, debutó con el equipo en la temporada 2011-12 en la Liga Serbia de Baloncesto. En julio de 2012, firmó un contrato con Mega Vizura. Al terminar la temporada 2013-14 decidió entrar al Draft de la NBA de 2014.
Dangubić fue seleccionado en la quincuagésima cuarta posición por los Philadelphia 76ers en el Draft de la NBA de 2014, más tarde fue traspasado a los San Antonio Spurs por los derechos de la selección número 58 y 60 del draft.
El 31 de julio de 2014, Dangubić firmó un contrato de tres años con cláusula de salida después de cada temporada con el Estrella Roja de Belgrado.
En septiembre de 2018 fichó por una temporada con el Bayern de Múnich.
Tras su estancia en Alemania, en julio de 2019 firmó por una temporada con el Club Baloncesto Estudiantes.
El 13 de julio de 2024 firmó con el BC Dubai de la ABA Liga.

## Competiciones internacionales
Dangubić ayudó a la selección de Serbia a ganar dos medallas de plata en el Campeonato Mundial Sub-19 de 2011 y en el Campeonato Europeo Sub-18 de 2011. Antes del Campeonato Mundial de Baloncesto de 2014 en España, fue llamado por Aleksandar Djordjevic para jugar con el equipo de Serbia, pero una lesión le impidió jugar en el torneo.
Integró la escuadra serbia que disputó el Torneo Preolímpico FIBA 2016 y consiguió la clasificación a los Juegos Olímpicos de Río de Janeiro 2016, pero posteriormente no compitió en ese evento, cediéndole su lugar a Milan Macvan.

## Perfil del jugador
Dangubić es un escolta explosivo con buena capacidad de salto y fundamentos defensivos. Su altura es de 2,04 metros, por lo que es perfecto para crear desajustes de tamaño en la posición de escolta. También puede jugar en la posición de alero.